# 하인츠 울츠하이머
하인츠 울츠하이머(Heinz Ulzheimer, 1925년 12월 27일 ~ 2016년 12월 18일)는 서독의 트랙 필드 선수로 주로 800m에 출전했다. 회히스트(Höchst)에서 태어났다. 핀란드 헬싱키에서 열린 1952년 하계 올림픽에서 독일 대표로 800m에 출전하여 동메달을 획득했다. 그런 다음 4 x 400m 계주에서 독일 팀을 도왔고 팀 동료인 한스 가이스터(Hans Geister), 귄터 슈타인스(Günther Steines), 칼 프리드리히 하스(Karl-Friedrich Haas)와 함께 동메달을 획득했다. 2016년 90세의 나이로 세상을 떠났다.